# 法老主义

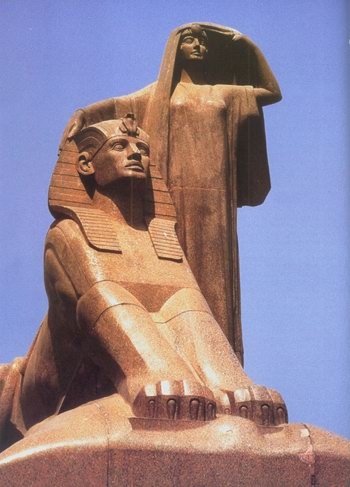
20世纪初著名的埃及艺术家马哈茂德·穆赫塔尔的雕塑作品《埃及的复兴》

法老主义（英語：Pharaonism），或称法老运动（Pharaonist movement），是埃及民族主义的一种形式，兴起于20世纪20年代至30年代。法老主义主张重拾埃及在皈依伊斯兰教之前的古文明历史，强调现代埃及人应怀有古埃及文明的认同感。法老主义反对阿拉伯民族主义，认为埃及人虽然使用阿拉伯语、信仰伊斯兰教，但却是独一无二的民族，传承自古埃及的法老文明，不可径直视为“阿拉伯人”的一支。近代以来最有名的法老主义支持者是塔哈·侯赛因。
在伊斯兰教文化中，信仰多神教的古埃及文明是蒙昧时代的产物；出埃及记中，法老的形象残暴而邪恶，是安拉及先知的敌人。因此，法老主义主张的古埃及认同和埃及根深蒂固的伊斯兰文化水火不容，成为法老主义难以在埃及广大穆斯林群体扎根的重要原因。20世纪40年代以后，埃及当权者青睐泛阿拉伯主义和阿拉伯民族主义，埃及成为阿拉伯世界活跃的一份子，法老主义越发式微。尽管在现代埃及，泛阿拉伯主义已经有所消退，出于古埃及文化和强大伊斯兰文化的冲突，现代埃及人仍然对古埃及文明态度暧昧。
埃及少数民族科普特人使用的科普特语是由古埃及语发展而来的，因此科普特民族主义也有显著的法老主义特征，主张科普特人是古埃及文明的传承者。

## 背景
发端于尼罗河的古埃及文明，一度孕育出繁盛的文化，埃及本土人群的主体认同感随之产生，持续到铁器时代的新王国时期告一段落。此后，埃及便一直是外族人统治的地域，利比亚人、努比亚人、波斯人、希腊人、罗马人、阿拉伯人、奥斯曼土耳其人、法国人、英国人先后统治埃及——在外族统治期间，埃及文化为基督教、犹太教和伊斯兰教所影响。到4世纪，大部分埃及人改信基督教。535年，统治埃及的罗马皇帝查士丁尼一世下令关闭菲莱的伊西斯神庙，古埃及多神教至此正式消亡。
中世纪的埃及为阿拉伯人所统治，埃及人的母语转变为阿拉伯语，发展出埃及阿拉伯语。古埃及的遗迹被视为“蒙昧时代”的遗存，而遭到穆斯林厌恨，从而受到蓄意破坏。大部分损毁行为都发生在13世纪到14世纪期间，这一时期洪灾、饥荒和瘟疫常年发生，一些穆斯林因而认为灾祸要归因于“蒙昧时代”的古埃及遗存，这些遗迹象征着对多神异教的信仰，令安拉降下责罚。这一时期有两桩最为严重的遗迹捣毁事件：一是1311年，福斯塔特的伊西斯神像遭毁；二是1350年，孟斐斯的一处大神庙遭毁——古埃及传统认为，大神庙上的荷鲁斯之眼会诅咒古埃及神庙的亵渎者，但此次毁灭行为发生后，并未有噩运降临，也令时人打消了恐惧。

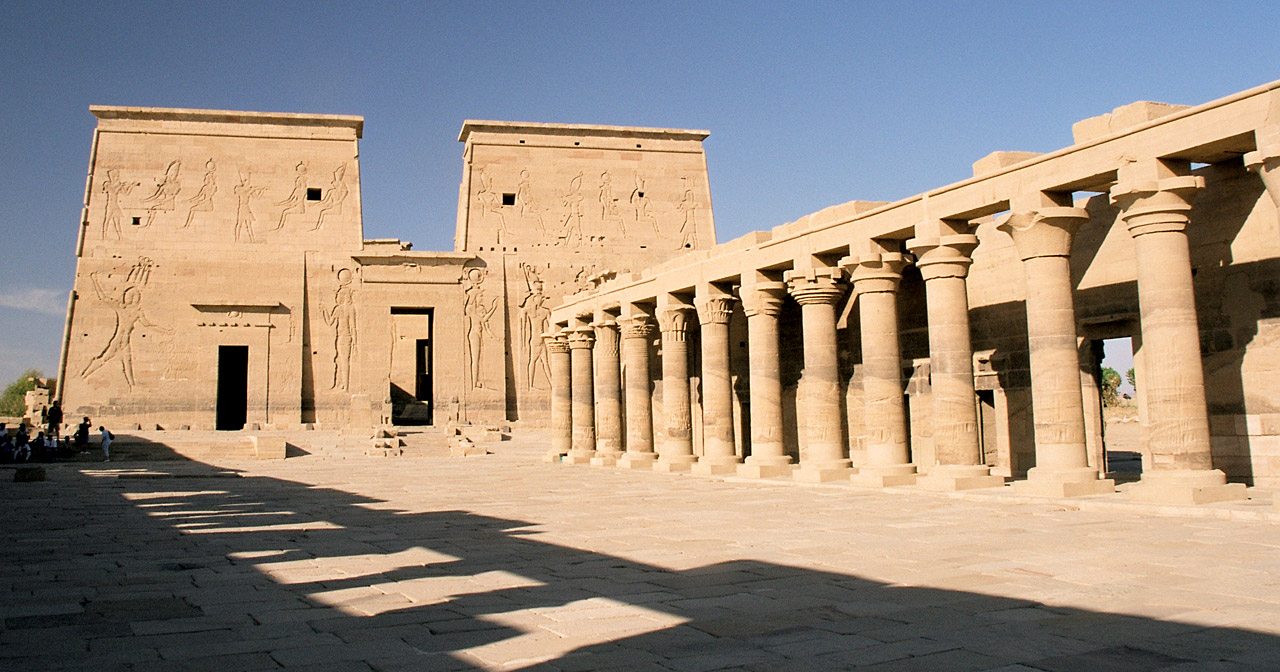
菲莱的伊西斯神庙。古埃及的遗迹在中世纪被视为“蒙昧时代”的遗存，不少遗迹因此遭到捣毁

古兰经的故事中出现过古埃及的法老。在《出埃及记》中，法老是和安拉抗衡的暴君，信仰堕落的多神教。古埃及法老在伊斯兰教传统中是堕落、蒙昧而邪恶的暴君形象。许多君主都曾下令捣毁古埃及时代的纪念碑建筑，如哈里发耶齐德三世。不过，著名的吉萨金字塔群和狮身人面像却得到保留，有不少史料都可证明时人仍然将之视为本地的荣耀和骄傲，贸然拆毁定会导致民众的暴乱。尽管古兰经贬低蒙昧时代的一切文明，古埃及更是蒙昧时代“堕落文明”的典型代表，本地的埃及人仍然认为法老时代的遗迹拥有神力，而心生崇敬。一直到1378年，还有本地农民赴狮身人面像焚香祈祷，致使苏菲派圣人蓄意袭击狮身人面像的历史记载；更是有本地传说称，此次袭击令吉萨刮起沙暴，肇事的苏菲圣人最终遭私刑处置。
13世纪的穆斯林作家贾迈勒丁·伊德里西（Jamal al-Din al-Idrisi）曾警告时人不要试图破坏金字塔，否则会释放其中的暗黑超自然力量，带来血流成河的大灾难。这也印证了13世纪的埃及人仍然相信古埃及遗迹拥有神力，这种信念在现代被解读为时人历史自豪感的延续。中世纪的埃及人还流传着一种说法，认为出埃及记中记载的埃及法老是波斯人，而非埃及人。这种传说也可体现出时人面对古兰经对埃及文明的谴责，试图为之开脱。为了阻止更多遗迹遭到毁坏，中世纪的埃及人通常会将之同伊斯兰教传说相结合，将原来的神庙改为和先知的同伴及本地苏菲圣人有关的历史遗迹。
在中世纪，埃及象形文字早已失传，时人对于古埃及文明的认知也仅限于许多辉煌的纪念碑和神庙，其确切内涵不为世人所知。一直到近代的1822年，法国人商博良破译了罗塞塔石碑，古埃及文化的更多细节才开始得到关注。当时的埃及统治者穆罕默德·阿里帕夏并不关心古埃及的一切事物，将古埃及文物视同赠与西方人的礼物。穆罕默德·阿里更是放任欧洲人随意处置古埃及文物。意大利人乔瓦尼·巴蒂斯塔·贝尔佐尼曾在多处遗址大加掠夺，穆罕默德·阿里并不在意。当时驻开罗的外交官职位竞争尤其激烈，原因便在于此。终于在1836年，穆罕默德·阿里的部下里发阿·塔哈塔维将他说服，他转而保护各大遗址，同时建造博物馆展示古埃及的文物，不再放任其流往欧洲。塔哈塔维后来出版了一部古埃及历史著作，引用了当时的考古发现和象形文字的破译成果。这是近代以来，古埃及文明的遗产首次被视为民族荣耀的象征。

## 形成

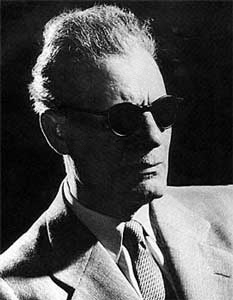
著名的法老主义者塔哈·侯赛因

19世纪起，民族主义兴起于世界各地，许多地区构建起全新的民族认同。埃及自19世纪末起，逐渐被纳入英国的势力范围。和以往伊斯兰视角有别的“埃及民族”认同问题逐渐产生。在英国统治下，埃及人争取独立的斗争过程中，现代“埃及民族”概念加速形成。这种完全世俗、仅和历史和地理渊源有关的“埃及民族”视角，亦即埃及民族主义的思想，逐渐发展为“法老主义”的形式。在20世纪20年代至30年代，“法老主义”是埃及反殖民运动者的主要意识形态。阿拉伯文化元素的影响则被忽视，这一时期的埃及人没有“阿拉伯民族”的认同。因为在整个19世纪，埃及社会的发展脉络都和东面的阿拉伯地区迥异，而且这种差异在20世纪以后不减反增。
法老主义主张，埃及是独具特色的地理、政治区域，源头一直追溯到公元前3100年前后上下埃及的统一。埃及是环地中海文明的一部分，和欧洲的联系较中东更为紧密。古埃及文明被视为埃及民族独特的象征，是民族独特性的体现。相应的，埃及文化中阿拉伯文化和伊斯兰文化的元素被淡化。因此，法老主义者认为，兴盛于地中海沿岸的埃及人更像是广义欧洲文明的一员，而非在当时相对后进的近东文明。法老主义的概念最初出现在20世纪早期：穆斯塔法·卡米勒帕夏在其著作中将埃及誉为世界最早的国家；艾哈迈德·卢特菲·赛义德直言，在现代埃及的文明之中，仍然保留着“法老文明的内核”。
1931年，来自叙利亚的阿拉伯民族主义者萨推尔·胡苏里来到埃及，随后他径直记录道：“埃及人没有阿拉伯民族认同感，认为埃及不属于阿拉伯之地，不承认埃及人是阿拉伯民族。”不过到20世纪30年代末，在一些叙利亚、巴勒斯坦和黎巴嫩知识分子的影响下，阿拉伯民族主义也逐渐在埃及扎根了。阿拉伯国家联盟于1945年成立，总部就定于埃及开罗。尽管如此，牛津大学的历史学家H·S·戴顿（H. S. Deighton）仍称：“埃及人和阿拉伯人都明白，埃及人不是阿拉伯人。他们都说阿拉伯语，都信仰伊斯兰教。无论是埃及人、伊拉克人还是叙利亚人，宗教在他们的生活中的确占有极高地位。但在20世纪的头三十年，唯有埃及人从未认识到自身同东方的阿拉伯人有任何联系。”

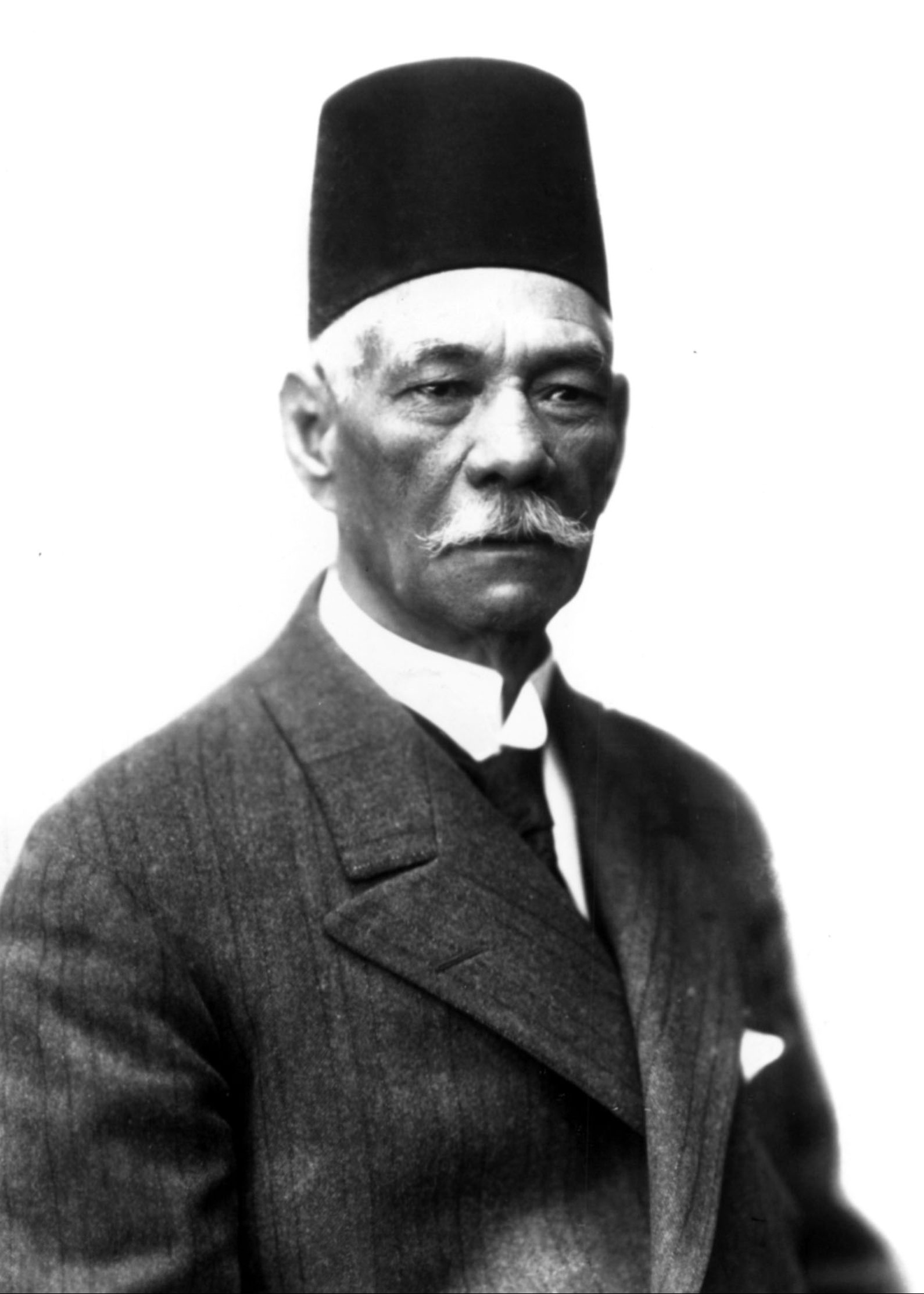
埃及民族主义领袖萨德·扎格卢勒在1924年担任埃及首相。当年3月6日，扎格卢勒正式向公众开放图坦卡蒙墓，在卢克索举行盛大庆典

塔哈·侯赛因是20世纪著名的埃及民族主义者及反阿拉伯主义者，他曾在多处场合贬低“阿拉伯一体化”的观念，强调自己的埃及民族主义主张。1933年，他在杂志《东方之星》（Kawkab el Sharq）刊文称：“法老主义扎根在每个埃及人的心中。法老主义情结是永恒的，也是不断加深的。埃及人首先是法老文明的后裔，其次才是阿拉伯人。他人若煽动埃及放弃法老主义，就等同于如此教唆：‘埃及啊，去摧毁你的狮身人面像和金字塔，忘记你是谁，跟随我们吧！’不要对埃及无尽索求。无论其总部在开罗，在大马士革还是巴格达，埃及都永不可能成为阿拉伯整体的一员。”
1918年，埃及民族主义领袖萨德·扎格卢勒曾在凡尔赛和会上坚持要求各国将阿拉伯地区和埃及地区分开处置，声称埃及问题是埃及人自己的事务，和阿拉伯人无关。1924年，霍华德·卡特（Howard Carter）领导英国考古队在图坦卡蒙墓展开发掘，随后全部文物都被埃及政府没收，下令者即是已经成为埃及首相的扎格卢勒。对此，扎格卢勒声称：“保卫民族的权利和尊严是政府的职责。”当时掌权的华夫脱党将图坦卡蒙誉为埃及民族的象征。1924年3月6日，扎格卢勒正式向公众开放图坦卡蒙墓，当夜在卢克索举行盛大庆典。后来的报道称，当夜卢克索的人群是“有史以来最多”。英国高级专员埃德蒙·艾伦比元帅抵达现场时，还遭到民众抗议——民众要求英国人立即撤出埃及。
20世纪30年代的埃及法西斯主义者也有着法老主义的主张。埃及法西斯领袖、埃及青年协会的创立者艾哈迈德·侯赛因（Ahmed Hussein）称，自己在游历帝王谷之后对埃及民族主义产生强烈兴趣，让他坚信昔日强盛的埃及定能重新崛起。埃及青年协会将古埃及文明视为莫上荣耀；针对埃及曾出现过的突厥人、切尔克斯人贵族政治，他们声称“埃及需要一个有着法老血统，而绝非突厥或是切尔克斯血统的行动领袖。”埃及青年协会最初崇尚埃及民族主义，他们认为埃及并非普通的穆斯林或是阿拉伯民族，而是有着极其独特的古埃及强盛文明遗存。他们要求英国撤出埃及，主张建立一个西起大西洋，东达印度洋的泛阿拉伯帝国。他们强调，埃及人同样属于阿拉伯人，但是由于其尊贵的古埃及血统，埃及人注定要领导全体阿拉伯人。然而，由于伊斯兰教信仰仍然强大，法老主义并未得到埃及广大民众的支持。自1940年起，埃及青年协会放弃民族主义，转向原教旨主义。
穆斯林兄弟会的创建者哈桑·班納反对“法老主义”的主张。他认为，古埃及文明仍然是蒙昧时代的产物，阿肯那顿、拉美西斯大帝、图坦卡蒙等法老是邪恶反动的异教暴君。“法老主义”不尊崇先知穆罕默德，反而尊崇异教暴君，是要“抹杀埃及人的穆斯林身份”。班纳声称，埃及只能是广大伊斯兰乌玛的一分子，任何将埃及自伊斯兰世界分离的企图都违背安拉的意志。

## 式微

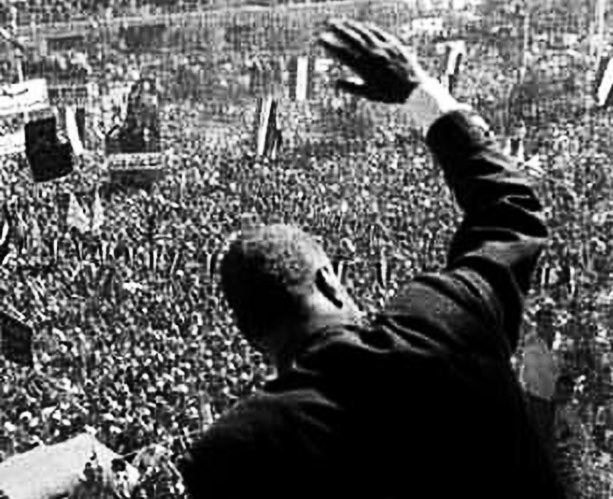
1960年，埃及总统纳赛尔访问大马士革，得到当地民众欢迎。纳赛尔令泛阿拉伯主义成为20世纪50年代至60年代埃及的官方意识形态

进入20世纪40年代，阿拉伯民族主义乃至泛阿拉伯主义成为埃及当权者崇尚的意识形态。1945年，阿拉伯国家联盟正式成立，总部定于埃及首都开罗。法鲁克国王统治的埃及不仅是阿盟的创始会员国，也是1948年巴勒斯坦战争中第一个向以色列宣战的国家。1952年埃及七月革命后，国内阿拉伯民族主义情绪进一步高涨。革命领袖纳吉布和纳赛尔是坚定的阿拉伯民族主义者，主张埃及本土血统的荣誉感和阿拉伯身份认同共存。新的革命政权还将国旗更换为红、白、黑三色旗，是为泛阿拉伯颜色；国徽更变为萨拉丁之鹰的图案。此举显然意在强调埃及同阿拉伯世界的紧密联系，国旗和国徽的设计也沿用到今日。同年，埃及和叙利亚组成阿拉伯联合共和国。1961年联盟解体后，埃及继续使用“阿拉伯联合共和国”的国名；1971年更名为“阿拉伯埃及共和国”沿用至今，在国名中始终强调阿拉伯认同。
然而，埃及人的泛阿拉伯主义主张却在埃及和以色列的激烈冲突中遭遇挑战。1967年六日战争中，数千埃及人丧命，且丢失西奈半岛和加沙地带的领土。埃及的泛阿拉伯政治遭遇失败，埃及人对于阿拉伯主义的热忱也遭到怀疑。纳赛尔的继任者安瓦爾·薩達特转而强调埃及本国事务，和以色列议和。除了在官方国名中仍然保留“阿拉伯”外，此后的埃及政治便逐渐远离泛阿拉伯主义。然而，萨达特仍然将法老主义主张当作外交手段。1974年，拉美西斯大帝的木乃伊运往法国巴黎维护修复，萨达特要求法国人以国家元首的礼节欢迎其墓棺着陆。为了不冒犯到国内的虔诚穆斯林，萨达特政权依然在国内抑制法老主义思潮，关闭了多处博物馆的木乃伊展厅。对此，萨达特辩称道“不该让埃及诸王沦为观光对象”，关闭展厅是出于“对古代历史的尊重”。

## 当代发展
法老主义在当代基本沦为旅游产业的宣传手段，绝大多数埃及人并无强烈的古埃及身份认同。多数的当代埃及人自视为文化上的阿拉伯人。尽管如此，亦有少数人群反对这一主张，认为阿拉伯民族主义政策已经失败，甚至公开发声要求删去国名中的“阿拉伯”字眼。2007年，《今日埃及》（el-Masri el-Yom）日报刊登了一篇采访报告，记者在因巴巴工人区的车站采访当地人对阿拉伯民族主义的看法。其中一位年轻人不满地答复道：“阿拉伯民族主义意味着埃及外交部长可以在耶路撒冷被巴勒斯坦人侮辱；意味着萨达特死后，其他阿拉伯领袖开心得起舞；意味着埃及人在波斯湾阿拉伯国家受辱；也当然意味着，在和以色列的战争中，全体阿拉伯国家都将等到埃军全部战死后再出马。”还有人表示“阿拉伯国家厌恶埃及人”，和以色列联盟相较继续坚持阿拉伯民族主义要好得多，毕竟“以色列至少会尊重埃及人”。

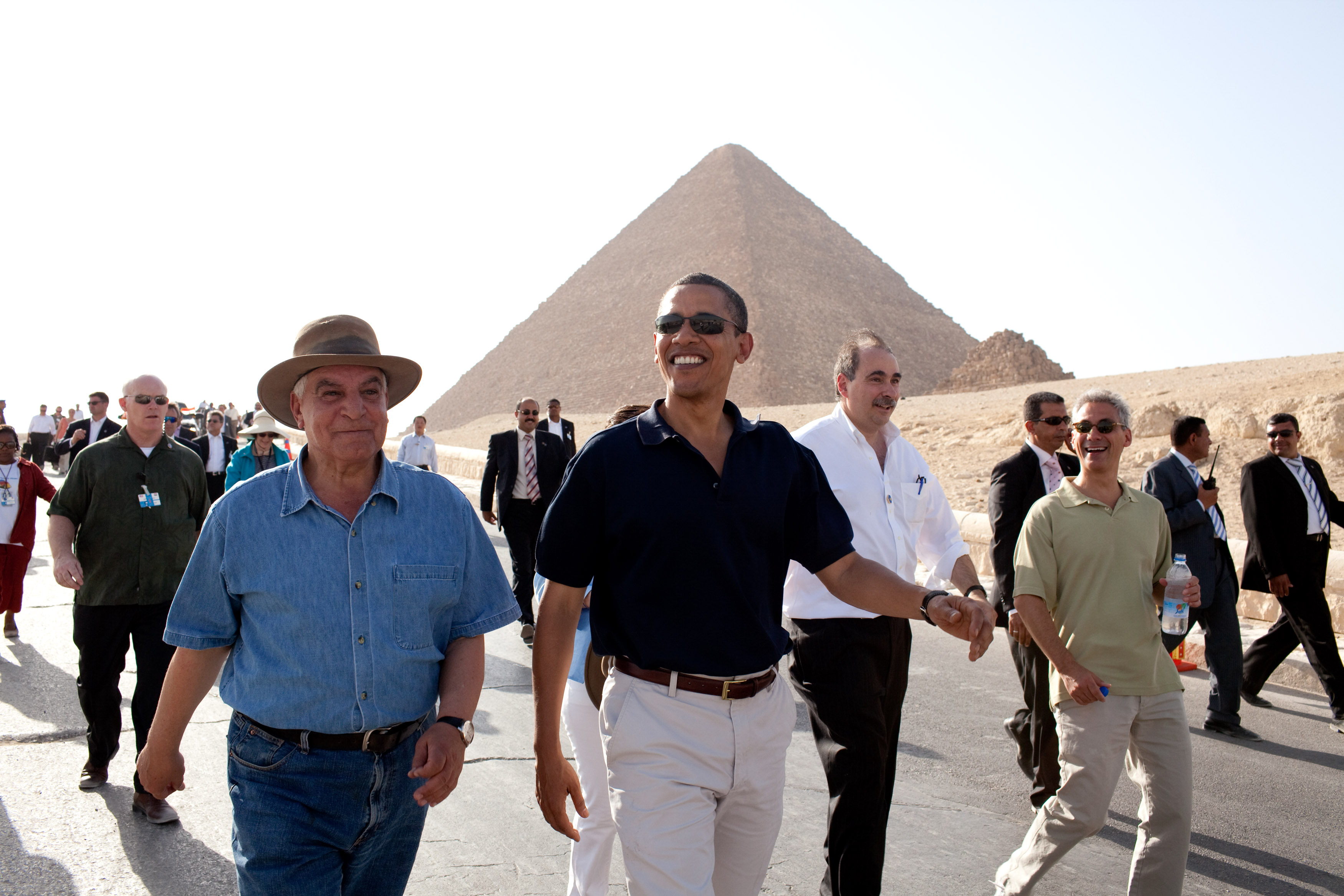
著名埃及学家札希·哈瓦斯陪同美国总统贝拉克·奥巴马游览金字塔

当代有不少埃及名人反对阿拉伯民族主义和埃及人的阿拉伯认同，如考古学家札希·哈瓦斯、作家奥萨马·安瓦尔·奥卡沙、哈佛大学的埃及裔教授莱拉·艾哈迈德等。尼尔·德罗萨（Neil DeRosa）的小说《约瑟夫的种子》（Joseph's Seed）中，有一位埃及籍角色，主张“埃及人不是阿拉伯人，也永不会是阿拉伯人”。
当代知识界在发表针对阿拉伯民族主义的批评言论时，常宣扬法老主义的主张。例如，认为埃及的阿拉伯民族主义刻意矮化埃及本土身份认同，仅仅用埃及文化的一个侧面（即带有阿拉伯和伊斯兰文化色彩的一面）来以偏概全地概括埃及人的一切文明。美国伊朗裔人类学家尼卢法尔·哈埃里（Niloofar Haeri）曾在开罗进行田野调查，他在2003年的著作中称：“历史上，埃及人认为他们和‘阿拉伯人’相去甚远，尽管在当代也很少在日常场合自视为阿拉伯人。‘il-'arab’（阿拉伯人）在埃及阿拉伯语中主要是指海湾阿拉伯国家的国民……埃及既是泛阿拉伯主义的领袖，也是反泛阿拉伯主义的流行地。埃及人常常（在纳赛尔时代）被迫划入阿拉伯人的行列，因为他们在历史上从未有如此认同。埃及人是自觉形成的民族，不仅仅在泛阿拉伯主义兴起之前是这样，在英国殖民时期就已是如此。埃及人的领土疆域是远古时期的传承，埃及有着独特的历史，可以追溯到法老文明的时代，现今亦可体现于科普特语和科普特文化之上。这早已令埃及凝聚成统一的民族。埃及人眼中的埃及有着自己的历史、文化和语言，埃及人是埃及人，不是阿拉伯人。”
埃及的科普特人使用和古埃及语一脉相承的科普特语，他们自视为古埃及文明的传承者，因此有着强烈的法老主义主张。也有西方学者称，科普特人的法老主义有着强烈的欧洲东方主义色彩，从而质疑其间的逻辑关系。

## 批评
法老主义在现今趋于式微。加拿大考古学家迈克尔·伍德（Michael Wood）认为，法老主义强调古埃及历史，这一时期实是过于久远，除建筑和文物外少有传承，且语言亦已失传，和今日的阿拉伯语毫无关联。伍德还指出，民众认为古埃及是一个“奴隶国度”，尽管当代的考古学家和历史学家多质疑这一观点，古埃及“奴隶国度”的形象仍然是伊斯兰世界和西方世界的刻板观念，也令这一时期的历史备受争议。而且，在埃及文化中地位重大的伊斯兰文化中，更是存在“暴君法老”的刻板印象。在出埃及记中，法老冷酷而狂妄，他囚禁以色列人，后在追击摩西时丧命红海，是堕落而残暴的反面形象。1981年10月6日，埃及总统萨达特遇刺，刺客行凶时曾大喊：“我们杀死了法老王！”阿拉伯语中有一动词“tafar'ana”，本意是“像法老般行事”，引申义为行事残暴。

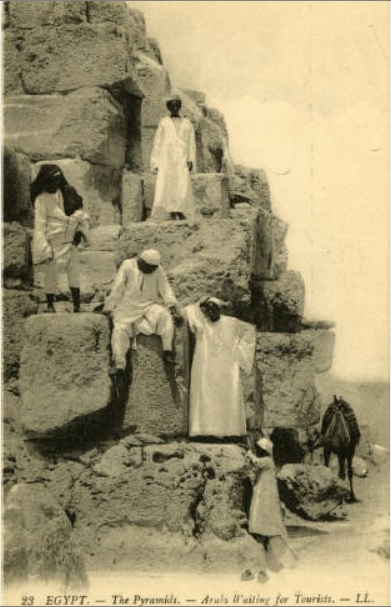
20世纪初，站在金字塔上等待游客的埃及人

伍德还写到，古埃及的遗迹，如陵墓、宫殿、神庙，“崇拜死亡的贵族异教国度”的遗存，在当代皆被视为古埃及奴役百姓的象征。这些宏伟而又夸张的建筑在今人眼中，仿佛在夸耀神王的伟大——法老奴役世人，以宗教的权威迫使全社会为之付出辛劳。尽管当今的历史学家早已构建出无比复杂的古埃及社会结构模型，这一模糊的刻板印象仍然根深蒂固。现代埃及学家对于古埃及平民的了解甚少，难以推测其想法和观点。但古埃及确是高度分化的等级制社会，今人不能以今日的价值观去衡量古埃及的价值。
20世纪40年代，法老主义式微，主要应归因至埃及根深蒂固的伊斯兰教信仰，既要令埃及穆斯林接受蒙昧时代的产物，又不能令他们放弃伊斯兰信仰，是颇为艰难的挑战。墨西哥在19世纪借用中部美洲文明，如玛雅文明、阿兹特克文明的元素，完成了现代墨西哥民族的构建。在墨西哥，存在着圣母向原住民牧师显灵的传说，即“瓜达卢佩圣母”，将天主教神学和原住民历史联系到了一起。而在埃及，将“违抗安拉意志”的法老和伊斯兰信仰结合是十分艰难的，而法老主义也没有结合二者的合理方案，因此仍难以和伊斯兰教信仰调和共存。
除此之外，法老主义和埃及学研究之间也有着矛盾的关系。19世纪至20世纪上半叶的埃及考古工作，几乎全部由西方人士完成。这为埃及本地的研究者设下了天然的门槛。在西方埃及学家看来，古埃及历史和现代埃及毫无干系。“埃及学”仅专指研究古埃及的学科，不包含现代埃及。更有19世纪的种族主义学说声称，现代埃及人不是古埃及人的后裔，埃及的历史就是优势外来民族消灭劣势本地民族的历史循环。此类种族主义论调的目的是证明现代埃及人和辉煌的古文明毫无瓜葛，“荣耀的西方人”才是埃及文明的“真正传承者”。这些论调也影响了现代埃及人，令他们淡化古埃及文明的地位，相信自身的确不是古埃及的继承者。
埃及的科普特人使用的语言是由古埃及语发展而来的。科普特人从19世纪开始，就显现出和法老主义类似的思想，自称是古埃及人的正统后裔。法老主义成为少数科普特人实行民族构建的理论来源，绝大部分埃及人则被推向古埃及历史的对立面。伍德认为，以古埃及文明为着重点的埃及民族主义，亦即法老主义并不适合当今的埃及人——对于任何想要构建现代埃及民族认同的人士来说，古埃及历史实是“不适宜的历史”。
法老主义的最终目的是完全抛弃伊斯兰文化和阿拉伯文化，令埃及走向完全西化的道路。伍德认为，在英国统治时期，法老主义可以启蒙埃及人的“欧洲认同”，但更应强调西化的必要性，而不应一味抓住现代埃及人不愿承认的“古埃及荣耀”不放。